# Paweł Churski
Paweł Churski (ur. 1 października 1967 we Włocławku) – polski geograf, specjalizujący się w zagadnieniach geografii społeczno-ekonomicznej i gospodarki przestrzennej oraz rozwoju regionalnego i polityki regionalnej.

## Życiorys
Urodził się 1 października 1967 r. we Włocławku.
Jest absolwentem Liceum Ziemi Kujawskiej we Włocławku (1986).
W latach 1986–1991 studiował na Wydziale Nauk Geograficznych i Geologicznych Uniwersytetu im. Adama Mickiewicza w Poznaniu na kierunku geografia, specjalność: geografia społeczno-ekonomiczna. W roku 1991 ukończył studia z wynikiem bardzo dobrym, przedstawiając pracę magisterską pt.: „Poziom i warunki życia mieszkańców Lwówka Wielkopolskiego” i składając egzamin magisterski z oceną celującą. Jego praca magisterska została wyróżniona pierwszą nagrodą w Ogólnopolskim Konkursie Prac Magisterskich z zakresu geografii organizowanym przez Polskie Towarzystwo Geograficzne w roku 1992.
Od 1990 roku jest pracownikiem najpierw Instytutu, a od 2019 r. Wydziału Geografii Społeczno-Ekonomicznej i Gospodarki Przestrzennej Uniwersytetu im. Adama Mickiewicza w Poznaniu. W latach 1990–1998 był zatrudniony na stanowisku asystenta stażysty, potem asystenta, a następnie pracował jako doktorant w Zakładzie Analizy Regionalnej.
W listopadzie 1998 r. uzyskał stopień doktora nauk o Ziemi w zakresie geografii na Wydziale Nauk Geograficznych i Geologicznych UAM przedstawiając dysertację pt. „Lokalne rynki pracy województwa poznańskiego w okresie transformacji społeczno-gospodarczej” i kontynuował pracę w Zakładzie Analizy Regionalnej na stanowisku adiunkta.
20 stycznia 2009 r. na podstawie rozprawy habilitacyjnej pt. „Czynniki rozwoju regionalnego i polityka regionalna w Polsce w okresie integracji z Unią Europejską” oraz przeprowadzonego przewodu habilitacyjnego, decyzją Rady Wydziału Nauk Geograficznych i Geologicznych UAM, uzyskał stopień doktora habilitowanego nauk o Ziemi w zakresie geografii.
W wyniku postanowienia Prezydenta RP z dnia 25 października 2019 r. uzyskał tytuł profesora nauk społecznych.
Aktualnie pracuje na stanowisku profesora na Wydziale Geografii Społeczno-Ekonomicznej i Gospodarki Przestrzennej Uniwersytetu im. Adama Mickiewicza w Poznaniu, łącząc swoją pracę naukowo-dydaktyczną z obowiązkami organizacyjnymi, dziekana Wydziału i kierownika Zakładu Studiów Regionalnych i Lokalnych (do 2019 r. Zakład Analizy Regionalnej).
Wiceprezes Poznańskiego Towarzystwa Przyjaciół Nauk w kadencji 2020–2023.

## Badania
Jest autorem ponad 200 publikacji naukowych, w tym dziesięciu monografii i 24 redakcji prac zbiorowych. Jest kierownikiem i wykonawcą projektów European Research Council, Komitetu Badań Naukowych, Ministerstwa Nauki i Szkolnictwa Wyższego, Narodowego Centrum Nauki oraz Narodowego Centrum Badań i Rozwoju. Przygotowuje i realizuje również projekty badawcze i dydaktyczne finansowane w ramach konkursów ze środków funduszy strukturalnych. Wyniki swojej pracy naukowej ma przyjemność pożytkować dla potrzeb m.in. Ministerstwa Infrastruktury i Rozwoju, Wielkopolskiego Urzędu Marszałkowskiego w Poznaniu, Urzędu Miasta Poznania oraz innych samorządów, instytucji i organizacji. Uczestniczył w wielu konferencji krajowych i zagranicznych. Jest współpracownikiem zagranicznych ośrodków naukowych i instytucji europejskich, w których odbył wizyty krótkoterminowe, w tym m.in.: School of Slavonic & East European Studies University of London, University of Abertay Dundee, University College Cork, Pole Universitaire Europeen Tuluza, Department of Geography, University of Durham, Vilnius University, Comenius University in Bratislava, |European Commission, Committee of Regions. Na zaproszenie Ministra był członkiem Zespołu zadaniowego ds. obszarów problemowych Ministerstwa Rozwoju Regionalnego. Był członkiem Komitetu Sterującego ds. organizacji Konferencji Międzynarodowej Unii Geograficznej KRAKÓW 2014. Ma zaszczyt i przyjemność pracować w ramach Komitetu Przestrzennego Zagospodarowania Przestrzennego Kraju Polskiej Akademii Nauk, pełniąc w jego strukturach funkcję Wiceprzewodniczącego. Jest członkiem Association of European Schools of Planning (AESOP), w której to organizacji wchodzi w skład Council of Representatives. Wchodzi w skład grupy Założycieli Stowarzyszenia European Regional Studies Association – Sekcja Polska, w którym w latach 2012–2016 pełnił funkcję Wiceprezesa Stowarzyszenia. Działa w Unii Uczelni na rzecz Rozwoju Kierunków Studiów w Zakresie Gospodarowania Przestrzenią pełniąc funkcję Przewodniczącego Zespołu Wykonawczego oraz koordynując pracą grupy ds. doskonalenia programów nauczania. Jestem recenzentem European Research Council, Narodowego Centrum Nauki, Narodowego Centrum Badań i Rozwoju, Narodowej Agencji Wymiany Akademickiej oraz recenzentem wydawniczym wielu wydawnictw i czasopism, w tym, m.in.: Regional Studies, Papers in Regional Science, European Planning Studies, Applied Spatial Analysis and Policy, Moravian Geographical Report oraz Przeglądu Geograficznego, Biuletynu KPZK PAN, Studiów KPZK PAN, Studiów Regionaliów KPZK PAN i ERSA SEKCJA POLSKA, Prac Geograficznych IGiPZ PAN, Studiów Regionalnych i Lokalnych UW i wielu innych. Pełni funkcję redaktora naczelnego czasopisma Rozwój Regionalny i Polityka Regionalna oraz wchodzi w skład redakcji kwartalnika Studia Regionalne i Lokalne.
Zainteresowania naukowe:
- problemy rozwoju lokalnego i regionalnego Polski w okresie integracji z Unią Europejską,
- rola środków pomocowych, w tym Funduszy Strukturalnych, dla procesu rozwoju lokalnego i regionalnego w Polsce,
- konsekwencje wdrażania nowego modelu polskiej polityki regionalnej,
- stan i zmiany zachodzące na rynku pracy w okresie transformacji społeczno-gospodarczej,
- marketing komunalny w działalności samorządu terytorialnego w Polsce,
- problematyka poziomu i warunków życia.

## Dydaktyka
Swoją pracę naukową uzupełnia intensywną pracą dydaktyczną, która sprawia mu wiele satysfakcji i którą bardzo ceni. Prowadzi zajęcia dydaktyczne z zakresu geografii społeczno-ekonomicznej, geografii politycznej, gospodarki przestrzennej, rozwoju regionalnego, polityki regionalnej, zintegrowanego planowania rozwoju, rynku pracy, kapitału społecznego i ludzkiego, geograficznych systemów informacji.
Pod jego opieką przygotowywane są prace licencjackie, magisterskie i doktorskie z zakresu problematyki gospodarki przestrzennej oraz zróżnicowania procesów rozwojowych i polityki spójności. Opracował autorską koncepcję modułowej organizacji kształcenia na poziomie szkolnictwa wyższego, którą wykorzystywał w procesie przygotowywania różnych programów kształcenia.
Jest autorem koncepcji kształcenia na specjalności rozwój regionalny w ramach kierunku Gospodarka Przestrzenna, który był realizowany w Instytucie Geografii Społeczno-Ekonomicznej i Gospodarki Przestrzennej pod patronatem Urzędu Marszałkowskiego Województwa Wielkopolskiego, w ramach kierunków zamawianych przez Ministra Nauki i Szkolnictwa Wyższego, przy dofinansowaniu środkami pozyskanego grantu Narodowego Funduszu Ochrony Środowiska i Gospodarki Wodnej.
Przygotował również i zrealizował projekt dydaktyczny dotyczący uruchomienia studiów podyplomowych Przemysły kultury w polityce rozwoju miast i regionów, który został zrealizowany w ramach konkursu Narodowego Centrum Badań i Rozwoju przy wsparciu środkami Europejskiego Funduszu Społecznego udostępnionymi w Programie Operacyjnym Kapitał Ludzki. Jest współautorem i realizatorem projektu Geocentrum doskonałości – autorski projekt dostosowania studentów Wydziału Nauk Geograficznych i Geologicznych UAM do współczesnych wymagań rynku pracy, który był finansowy z Programu Operacyjnego Wiedza-Edukacja-Rozwój (POWR.03.01.00-00-K187/15) i został zrealizowany w latach 2015–2017.
Jest inicjatorem uruchomienia nowego kierunku studiów Zintegrowane Planowanie Rozwoju, którego założenia w imieniu J.M. Rektora UAM przedstawiłem Ministrowi Infrastruktury i Rozwoju celem uzyskania wsparcia merytorycznego i finansowego dla realizacji ogólnopolskiego pilotażu systemowego przy współpracy z Uniwersytetem Warszawskim, Uniwersytetem Łódzkim, Uniwersytetem Ekonomicznym w Krakowie oraz Uniwersytetem im. Marii Curie-Skłodowskiej w Lublinie. Projekt jest realizowany przez Wydział Geografii Społeczno-Ekonomicznej i Gospodarki Przestrzennej UAM w latach 2018–2023.

## Działalność zawodowa poza UAM
W swojej pracy zawodowej w latach 1993–1999, obok podstawowego miejsca pracy, którym jest Uniwersytet, pracował również w Prywatnym Policealnym Studium Zawodowym ZENIT we Włocławku, w którym pełnił funkcję Zastępcy Dyrektora, a następnie Dyrektora Szkoły. W latach 1999–2006 był zatrudniony w Wyższej Szkole Humanistyczno-Ekonomicznej we Włocławku, w której aktywnie uczestniczył w pracach organizacyjnych, pełniąc funkcję Prodziekana, Pełnomocnika Rektora, Prorektora i Kanclerza. W latach 2007–2014 pracował w Wyższej Szkole Nauk Humanistycznych i Dziennikarstwa w Poznaniu na stanowisku adiunkta, a następnie profesora WSNHiD, pełniąc funkcję Pełnomocnika Rektora oraz Prorektora.